# Grammy Award for Best Rap Song
Der Grammy Award for Best Rap Song, auf Deutsch „Grammy-Award für das beste Rap-Lied“, ist ein Musikpreis, der bei den jährlich stattfindenden Grammy Awards verliehen wird. Ausgezeichnet werden Songwriter für herausragende Songs, auf denen gerappt wird, also vornehmlich Lieder aus dem Genre der Hip-Hop-Musik.

## Hintergrund und Geschichte
Die seit 1958 verliehenen Grammy Awards (eigentlich Grammophone Awards) werden jährlich in zahlreichen Kategorien von der National Academy of Recording Arts and Sciences (NARAS) in den Vereinigten Staaten von Amerika vergeben, um künstlerische Leistung, technische Kompetenz und hervorragende Gesamtleistung ohne Rücksicht auf die Albumverkäufe oder Chartposition zu ehren.
Der Grammy Award for Best Rap Song wurde zur Würdigung der Songwriter im Jahr 2004 eingeführt. Entsprechend der Kategorienbeschreibung wird der Preis an Songwriter sowohl der Texte wie auch der Musik für Lieder vergeben, die neu aufgenommen wurden oder im Auszeichnungszeitraum bekannt wurden. Songs mit bekannten Samplings können ebenfalls ausgezeichnet werden.
Die ersten ausgezeichneten Songwriter waren Eminem gemeinsam mit Jeff Bass und Luis Resto für den Song Lose Yourself von dem Soundtrack-Album des  Films 8 Mile. Kanye West wurde insgesamt sieben Mal mit diesem Preis ausgezeichnet und insgesamt 16 Mal nominiert. Er ist damit der am häufigsten ausgezeichnete Songwriter. Shawn Carter, bekannt unter seinem Künstlernamen Jay-Z, wurde fünf Mal ausgezeichnet und 14 Mal nominiert. T.I. (aka Clifford Harris) wurde vier Mal nominiert, konnte den Preis allerdings nie gewinnen und ist damit der Songwriter mit den meisten Nominierungen ohne Auszeichnung in dieser Kategorie. (Stand: 2022)

## Gewinner und nominierte Künstler
| Jahr                  | Songwriter | Nationalität                              | Werk                       | Künstler keine Grammy-Auszeichnung                           | Weitere nominierte Songwriter mit Songs und Künstlern | Bilder der Ausgezeichneten (exemplarisch)   |
| --------------------- | --- | ----------------------------------------- | -------------------------- | ------------------------------------------------------------ | --- | ------------------------------------------- |
| 2004 8. Februar 2004  | Jeff Bass Eminem Luis Resto | Vereinigte Staaten                        | Lose Yourself              | Eminem                                                       | - Calvin Broadus, Chad Hugo & Pharrell Williams – Beautiful (Snoop Dogg & Pharrell) - Shawn Carter, Chad Hugo & Pharrell Williams – Excuse Me Miss (Jay-Z & Pharrell) - Mike Elizondo, C. Jackson & A. Young – In da Club (50 Cent) - Missy Elliott & Tim Mosley – Work It (Missy Elliott) | Eminem, 2009                                |
| 2005 13. Februar 2005 | Miri Ben-Ari Che Smith Kanye West | Israel Vereinigte Staaten                 | Jesus Walks                | Kanye West                                                   | - Snoop Dogg, Chad Hugo, Scott Thomas & Pharrell Williams – Drop It Like It’s Hot (Snoop Dogg & Pharrell) - Will Adams & Anthony Henry – Hey Mama (The Black Eyed Peas) - Will Adams, Mike Fratantuno, Jaime Gomez, George Pajon Jr., Allan Pineda & Terence Yoshiaki – Let’s Get It Started (The Black Eyed Peas) - Shawn Carter – 99 Problems (Jay-Z & Rick Rubin) | Miri Ben-Ari, 2004                          |
| 2006 8. Februar 2006  | Devon Harris Kanye West | Vereinigte Staaten                        | Diamonds from Sierra Leone | Kanye West                                                   | - 50 Cent & Scott Storch – Candy Shop (50 Cent featuring Olivia) - William Adams, Printz Bard, Stacy Ferguson & George Pajon Jr. – Don’t Phunk With My Heart (The Black Eyed Peas) - Jayceon Taylor & 50 Cent – Hate It or Love It (The Game featuring 50 Cent) - Missy Elliott, Ciara Harris & Isaac Freeman – Lose Control (Missy Elliott featuring Ciara & Fatman Scoop) | Kanye West, 2007                            |
| 2007 11. Februar 2007 | Ludacris Pharrell Williams | Vereinigte Staaten                        | Money Maker                | Ludacris featuring Pharrell                                  | - Chadron Moore & Jasiel Robinson – It's Goin' Down (Yung Joc) - Wasalu Muhammad Jaco – Kick, Push (Lupe Fiasco) - Jakeem Seriki, Juan Salinas, Oscar Salinas, Anthony Henderson – Ridin’ (Chamillionaire) - Adrian Davis & Clifford Harris – What You Know (T.I.) | ,Ludacris, 2008                             |
| 2008 10. Februar 2008 | Aldrin Davis Faheem Najm (bekannt als T-Pain) Kanye West                                                                                               | Vereinigte Staaten                        | Good Life                  | Kanye West                                                   | - Curtis Jackson, Nathaniel Hills, Timothy Mosley & Justin Timberlake – Ayo Technology (50 Cent featuring Justin Timberlake) - Clifford Harris & Byron Thomas – Big Shit Poppin' (Do It) (T.I.) - Aldrin Davis & Kanye West – Can't Tell Me Nothing (Kanye West) - Soulja Boy – Crank That (Soulja Boy) | Faheem Najm, 2011                           |
| 2009 8. Februar 2009  | Dwayne Carter (bekannt als Lil Wayne) Stephen Garrett Darius Harrison Jim Jonsin Rex Zamor                                                             | Vereinigte Staaten                        | Lollipop                   | Lil Wayne featuring Static Major                             | - Tramar Dillard & Faheem Najm – Low (Flo Rida featuring T-Pain) - C. Broadus, S. Lovejoy & D. Stewart – Sexual Eruption (Snoop Dogg) - Wasalu Muhammad Jaco – Superstar (Lupe Fiasco featuring Matthew Santos) - Mathangi Arulpragasam, Dwayne Carter, Shawn Carter, Clifford Harris, Topper Headon, Mick Jones, Wesley Pentz, Paul Simonon, Joe Strummer & Kanye West – Swagga Like Us (Lil Wayne featuring Jay-Z, T.I., Kanye West & M.I.A.) | Dwayne Carter (bekannt als Lil Wayne), 2011 |
| 2010 31. Januar 2010  | Jeff Bhasker Shawn Carter (bekannt als Jay-Z) Robyn Fenty (bekannt als Rihanna) Kanye West Ernest Wilson                                               | Vereinigte Staaten Barbados               | Run This Town              | Jay-Z featuring Rihanna & Kanye West                         | - Dwayne Carter, Aubrey Drake Graham & Matthew Samuels – Best I Ever Had (Drake) - S. Mescudi & O. Omishore – Day 'n' Nite (Kid Cudi) - Clifford Harris & Justin Timberlake – Dead and Gone (T.I. featuring Justin Timberlake) - Shawn Carter & Ernest Wilson – D.O.A. (Death of Auto-Tune) (Jay-Z) | Robyn Fenty (bekannt als Rihanna), 2011     |
| 2011 13. Februar 2011 | Shawn Carter Angela Hunter Alicia Keys Jane't „Jnay“ Sewell-Ulepic Alexander Shuckburgh                                                                | Vereinigte Staaten Vereinigtes Königreich | Empire State of Mind       | Jay-Z featuring Alicia Keys                                  | - Alexander Grant, Skylar Grey & Marshall Mathers – Love the Way You Lie (Eminem featuring Rihanna) - Matthew Burnett, Jordan Evans, Marshall Mathers, Luis Resto & Matthew Samuels – Not Afraid (Eminem) - Philip Lawrence, Ari Levine, Bruno Mars & Bobby Simmons Jr. – Nothin' On You (B.o.B. featuring Bruno Mars) - Shawn Carter, J. Chaton & K. Dean – On To The Next One (Jay-Z & Swizz Beatz) | Shawn Carter (bekannt als Jay-Z), 2010      |
| 2012 12. Februar 2012 | Jeff Bhasker, Stacy Ferguson (bekannt als Fergie), Malik Jones, Warren Trotter & Kanye West                                                            | Vereinigte Staaten                        | All of the Lights          | Kanye West, Rihanna, Kid Cudi and Fergie                     | - Mikkel S. Eriksen, Tor Erik Hermansen & Cameron Thomaz – Black and Yellow (Wiz Khalifa) - Andre Young, Alexander Grant, Skylar Grey & Marshall Mathers – I Need a Doctor (Dr. Dre, Eminem and Skylar Grey) - Chris Brown, Wesley Pentz, Jean Baptiste, Ryan Buendia, Dwayne Carter, Trevor Smith, Nick van de Wall (Afrojack) – Look at Me Now (Chris Brown, Busta Rhymes and Lil Wayne) - Shawn Carter & Kanye West – Otis – (Jay-Z and Kanye West) - Dustin William Brower, Jonathon Keith Brown, Daniel Johnson, Kane & Wasalu Muhammad Jaco – The Show Goes On (Lupe Fiasco) | Stacy Ferguson (bekannt als Fergie), 2009   |
| 2013 10. Februar 2013 | Shawn Carter, Mike Dean, Chauncey Hollis & Kanye West (W.A. Donaldson)                                                                                 | Vereinigte Staaten                        | Niggas in Paris            | Jay-Z & Kanye West                                           | - Nasir Jones & Ernest Wilson (Patrick Adams, Gary DeCarlo, Dale Frashuer & Paul Leka) – Daughters (Nas) - Olubowale Akintimehin, S. Joseph Dew, Jerrin Howard, Walker Johnson & Miguel Jontel Pimentel – Lotus Flower Bomb (Wale Featuring Miguel) - Sean Anderson, Tauheed Epps, Stephan Taft, James Thomas, Terrence Thornton & Kanye West (Denzie Beagle, Winston Riley & Reggie Williams) – Mercy (Kanye West Featuring Big Sean, Pusha T & 2 Chainz) - Dwayne Carter, Aubrey Graham & Tyler Williams – The Motto – (Drake Featuring Lil' Wayne) - Calvin Broadus, Chris Brody Brown, Philip Lawrence, Ari Levine, Peter Hernandez & Cameron Thomaz (T. Bluechel, M. Borrow, T. Griffin, K. Jackson, N. Lee & M. Newman) – Young, Wild & Free (Snoop Dogg & Wiz Khalifa Featuring Bruno Mars)                                                     | Jay-Z, 2011                                 |
| 2014 26. Januar 2014  | Ben Haggerty, Ryan Lewis | Vereinigte Staaten                        | Thrift Shop                | Macklemore & Ryan Lewis featuring Wanz                       | - ASAP Rocky feat. Drake, 2 Chainz & Kendrick Lamar – Fuckin’ Problems (Autoren: Tauheed Epps, Aubrey Graham, Kendrick Lamar, Rakim Mayers, Noah Shebib) - Jay-Z feat. Justin Timberlake – Holy Grail (Autoren: Shawn Carter, Terius Nash, J. Harmon, Timothy Mosley, Justin Timberlake, Ernest Wilson) - Kanye West – New Slaves (Autoren: Christopher Breaux, Ben Bronfman, Mike Dean, Louis Johnson, Malik Jones, Elon Rutberg, Sakiya Sandifer, Che Smith, Kanye West, Cydell Young) - Drake – Started from the Bottom (Autoren: W. Coleman, Aubrey Graham, Noah Shebib) | Macklemore & Ryan Lewis, 2011               |
| 2015 8. Februar 2015  | Kendrick Duckworth & Columbus Smith | Vereinigte Staaten                        | I                          | Kendrick Lamar                                               | - Nicki Minaj – Anaconda (Autoren: Ernest Clark, Jamal Jones, Onika Maraj, Marcos Palacios, Jonathan Solone-Myvett) - Kanye West & Charlie Wilson – Bound 2 (Autoren: Mike Dean, Malik Jones) - Wiz Khalifa – We Dem Boys (Autoren: Noel Fisher, Cameron Thomaz) - Drake – 0 to 100 / The Catch Up (Autoren: Adam Feeney, Aubrey Graham, Anderson Hernandez, Paul Jefferies, Matthew Samuels, Noah Shebib) | Kendrick Lamar, 2012                        |
| 2016 15. Februar 2016 | Kendrick Duckworth, Mark Anthony Spears & Pharrell Williams                                                                                            | Vereinigte Staaten                        | Alright                    | Kendrick Lamar                                               | - Kanye West feat. Theophilus London, Allan Kingdom & Paul McCartney – All Day (Autoren: Ernest Brown, Tyler Bryant, Sean Combs, Mike Dean, Rennard East, Noah Goldstein, Malik Yusef Jones, Karim Kharbouch, Allan Kyariga, Kendrick Lamar, Paul McCartney, Victor Mensah, Charles Njapa, Che Pope, Patrick Reynolds, Allen Ritter, Kanye West, Mario Winans, Cydel Young) - Drake – Energy (Autoren: Richard Dorfmeister, Aubrey Graham, Markus Kienzl, Matthew O’Brien, Matthew Samuels, Phillip Thomas) - Common & John Legend – Glory (Autoren: Lonnie Lynn, Che Smith, John Stephens) - Fetty Wap – Trap Queen (Autoren: Tony Fadd, Willie J. Maxwell) | Kendrick Lamar, 2013                        |
| 2017 12. Februar 2017 | Aubrey Graham & Paul Jefferies | Kanada                                    | Hotline Bling              | Drake                                                        | - Fat Joe & Remy Ma feat. French Montana & Infared – All the Way Up (Autoren: Joseph Cartagena, Edward Davadi, Shandel Green, Karim Kharbouch, Marcello Valenzano, Andre Christopher Lyon, Reminisce Mackie) - Kanye West feat. Rihanna – Famous (Autoren: Chancelor Bennett, Ross Birchard, Ernest Brown, Andrew Dawson, Kasseem Dean, Mike Dean, Noah Goldstein, Kejuan Muchita, Patrick Reynolds, Kanye West, Cydel Young) - Chance the Rapper feat. Lil Wayne & 2 Chainz – No Problem (Autoren: Chancelor Bennett, Dwayne Carter, Tauheed Epps) - Kanye West feat. Chance the Rapper, Kelly Price, Kirk Franklin & The-Dream – Ultralight Beam (Autoren: Chancelor Bennett, Kasseem Dean, Mike Dean, Kirk Franklin, Noah Goldstein, Samuel Griesemer, Terius Nash, Jerome Potter, Kelly Price, Nico Segal, Derek Watkins, Kanye West, Cydel Young) | Drake, 2011                                 |
| 2018 28. Januar 2018  | Kendrick Duckworth, Asheton Hogan & Michael Len Williams II                                                                                            | Vereinigte Staaten                        | Humble                     | Kendrick Lamar                                               | - Cardi B – Bodak Yellow (Autoren: Dieuson Octave, Klenord Raphael, Shaftizm, Jordan Thorpe, Washpoppin, J. White) - DJ Danger Mouse feat. Run the Jewels & Big Boi – Chase Me (Autoren: Judah Bauer, Brian Burton, Hector Delgado, Jaime Meline, Antwan Patton, Michael Render, Russell Simins, Jon Spencer) - Rapsody – Sassy (Autoren: Marlanna Evans, Eric Gabouer) - Jay-Z – The Story of O. J. (Autoren: Shawn Carter, Dion Wilson) | Kendrick Lamar, 2016                        |
| 2019 10. Februar 2019 | Aubrey Graham, Daveon Jackson, Brock Korsan, Ron LaTour, Matthew Samuels & Noah Shebib                                                                 | Kanada                                    | God’s Plan                 | Drake                                                        | - Kendrick Lamar, Jay Rock, Future & James Blake – King’s Dead (Autoren: Kendrick Duckworth, Samuel Gloade, James Litherland, Johnny McKinzie, Mark Spears, Travis Walton, Nayvadius Wilburn & Michael Williams II) - Eminem feat. Joyner Lucas – Lucky You (Autoren: R. Fraser, G. Lucas, M. Mathers, M. Samuels & J. Sweet) - Travis Scott, Drake, Big Hawk & Swae Lee – Sicko Mode (Autoren: Khalif Brown, Rogét Chahayed, BryTavious Chambers, Mike Dean, Mirsad Dervic, Kevin Gomringer, Tim Gomringer, Aubrey Graham, John Edward Hawkins, Chauncey Hollis, Jacques Webster, Ozan Yildirim & Cydel Young) - Jay Rock – Win (Autoren: K. Duckworth, A. Hernandez, J. McKinzie, M. Samuels & C. Thompson) | Drake, 2016                                 |
| 2020 26. Januar 2020  | Jermaine Cole, Dacoury Natche, Sha Yaa Bin Abraham-Joseph & Anthony White                                                                              | Vereinigtes Königreich Vereinigte Staaten | A Lot                      | 21 Savage featuring J. Cole                                  | - YBN Cordae feat. Chance the Rapper – Bad Idea (Autoren: Chancelor Bennett, Cordae Dunston, Uforo Ebong & Daniel Hackett) - Rick Ross feat. Drake – Gold Roses (Autoren: Noel Cadastre, Aubrey Graham, Anderson Hernandez, Khristopher Riddick-Tynes, William Leonard Roberts II, Joshua Quinton Scruggs, Leon Thomas III & Ozan Yildirim) - Nipsey Hussle feat. Roddy Ricch & Hit-Boy – Racks in the Middle (Autoren: Ermias Asghedom, Dustin James Corbett, Greg Allen Davis, Chauncey Hollis, Jr. & Rodrick Moore) - DaBaby – Suge (Autoren: Jonathan Lyndale Kirk, Jetsonmade & Pooh Beatz) | 21 Savage, 2018                             |
| 2021 14. März 2021    | Beyoncé Knowles, Shawn Carter, Brittany Hazzard, Derrick Milano, Terius Nash, Megan Pete, Bobby Session Jr., Jordan Kyle, Lanier Thorpe, Anthony White | Vereinigte Staaten                        | Savage                     | Megan Thee Stallion feat. Beyoncé                            | - Lil Baby – The Bigger Picture (Autoren: Dominique Jones, Noah Pettigrew, Rai’shaun Williams) - Roddy Ricch – The Box (Autoren: Samuel Gloade, Rodrick Moore) - Drake feat. Lil Durk – Laugh Now, Cry Later (Autoren: Durk Banks, Rogét Chahayed, Aubrey Graham, Daveon Jackson, Ron LaTour, Ryan Martinez) - DaBaby feat. Roddy Ricch – Rockstar (Autoren: Jonathan Lyndale Kirk, Ross Joseph Portaro IV, Rodrick Moore) | Megan Thee Stallion (2019)                  |
| 2022 3. April 2022    | Kanye West, Shawn Carter, Jonathan Kirk, Brian Warner, Charles Njapa, Michael Dean, Mark Williams, Raul Cubina, Dwayne Abernathy, Sean Solymar         | Vereinigte Staaten                        | Jail                       | Kanye West feat. Jay-Z                                       | - DMX feat. Jay-Z & Nas – Bath Salts (Autoren: Shawn Carter, Kasseem Dean, Michael Forno, Nasir Jones, Earl Simmons) - Saweetie feat. Doja Cat – Best Friend (Autoren: Diamonté Harper, Amala Dlamini, Asia Smith, Kaine, Lukasz Gottwald, Rocco Valdes, Theron Thomas) - Baby Keem feat. Kendrick Lamar – Family Ties (Autoren: Hykeem Carter Jr., Kendrick Duckworth, Ronald LaTour Jr., Tobias Dekker, Roshwita Bacha, Dominik Patrzek, Jasper Harris, Colin Franken) - J. Cole feat. 21 Savage & Morray – My Life (Autoren: Jermaine Cole, Shéyaa Abraham-Joseph) |                                             |
| 2023 5. Februar 2023  | Jake Kosich, Johnny Kosich, Kendrick Lamar, Matt Schaeffer                                                                                             | Vereinigte Staaten                        | The Heart Part 5           | Kendrick Lamar                                               | - Jack Harlow featuring Drake (Autoren: Ace G, Bedrm, Matthew Samuels, Tahrence Brown, Rogét Chahayed, Aubrey Graham, Jack Harlow, Jose Velazquez) – Churchill Downs - DJ Khaled featuring Rick Ross, Lil Wayne, Jay-Z, John Legend & Fridayy (Autoren: Tarik Azzouz, Edward Blackmon, Khaled Khaled, Francis LeBlanc, Shawn Carter, John Stephens, Dwayne Carter, William Roberts, Nicholas Warwar) – God Did - Gunna & Future featuring Young Thug (Autoren: Lucas Depante, Nayvadius Wilburn, Sergio Kitchens, Wesley Tyler Glass, Jeffery Lamar Williams) – Pushin P - Future featuring Drake & Tems (Autoren: Tejiri Akpoghene, Floyd E. Bentley III, Jacob Canady, Isaac De Boni, Aubrey Graham, Israel Ayomide Fowobaje, Nayvadius Wilburn, Michael Mule, Oluwatoroti Oke, Temilade Openiyi) – Wait for U                                       | Kendrick Lamar, 2016                        |
| 2024 4. Februar 2024  | André Benjamin, Paul Beauregard, James Blake, Michael Render, Tim Moore, Dion Wilson                                                                   | Vereinigte Staaten                        | Scientists & Engineers     | Killer Mike featuring André 3000, Future und Eryn Allen Kane | - Doja Cat (Autoren: Rogét Chahayed, Amala Zandile Dlamini, Ari Starace) – Attention - Nicki Minaj & Ice Spice featuring Aqua (Autoren: Isis Naija Gaston, Ephrem Louis Lopez Jr., Onika Maraj) – Barbie World - Lil Uzi Vert (Autoren: Mohamad Camara, Symere Woods, Javier Mercado) – Just Wanna Rock - Drake & 21 Savage (Autoren: Brytavious Chambers, Isaac De Boni, Aubrey Graham, J. Gwin, Anderson Hernandez, Michael Mule, Shéyaa Bin Abraham-Joseph) – Rich Flex | Killer Mike 2017                            |
| 2025 2. Februar 2025  | Kendrick Lamar | Vereinigte Staaten                        | Not Like Us                | Kendrick Lamar                                               | - Rapsody featuring Hit-Boy (Autorin: Marlanna Evans) – Asteroids - ¥$ featuring Rich the Kid & Playboi Carti (Autoren: Jordan Carter, Raul Cubina, Grant Dickinson, Samuel Lindley, Nasir Pemberton, Dimitri Roger, Ty Dolla Sign, Kanye West, Mark Carl Stolinski Williams) – Carnival - Future & Metro Boomin featuring Kendrick Lamar (Autoren: Kendrick Lamar Duckworth, Kobe Hood, Leland Wayne, Nayvadius Wilburn) – Like That - GloRilla (Autoren: Ronnie Jackson, Jaucquez Lowe, Timothy McKibbins, Kevin Andre Price, Julius Rivera III, Gloria Woods) – Yeah Glo! | Kendrick Lamar 2018                         |